# Одейлийская солнечная печь
Одейлийская солнечная печь — крупнейшая в мире солнечная печь, наряду с аналогичным Гелиокомплексом «Солнце» в Узбекистане. Расположена в Фон-Ромё-Одейо-Виа, в департаменте Восточные Пиренеи, на юге Франции. Высота печи 54 м, ширина 48 м; она включает в себя 63 гелиостата. Печь была построена в 1962—1968 гг., начала работать в 1970 году, имеет мощность в один мегаватт.
Она служит в качестве научно-исследовательского центра по изучению материалов при очень высоких температурах.

## География
Печь расположена на территории коммуны Фон-Ромё-Одейо-Виа, в департаменте Восточные Пиренеи на юге французского региона Окситания.
Местность была выбрана потому, что:
- время и качество направленного солнечного света более 2500 часов в год;
- чистота её атмосферы (большая высота и средняя низкая влажность).

Солнечная электростанция Фемиды и Мон-Луиская солнечная печь расположены поблизости.

## Принцип работы

Принцип работы

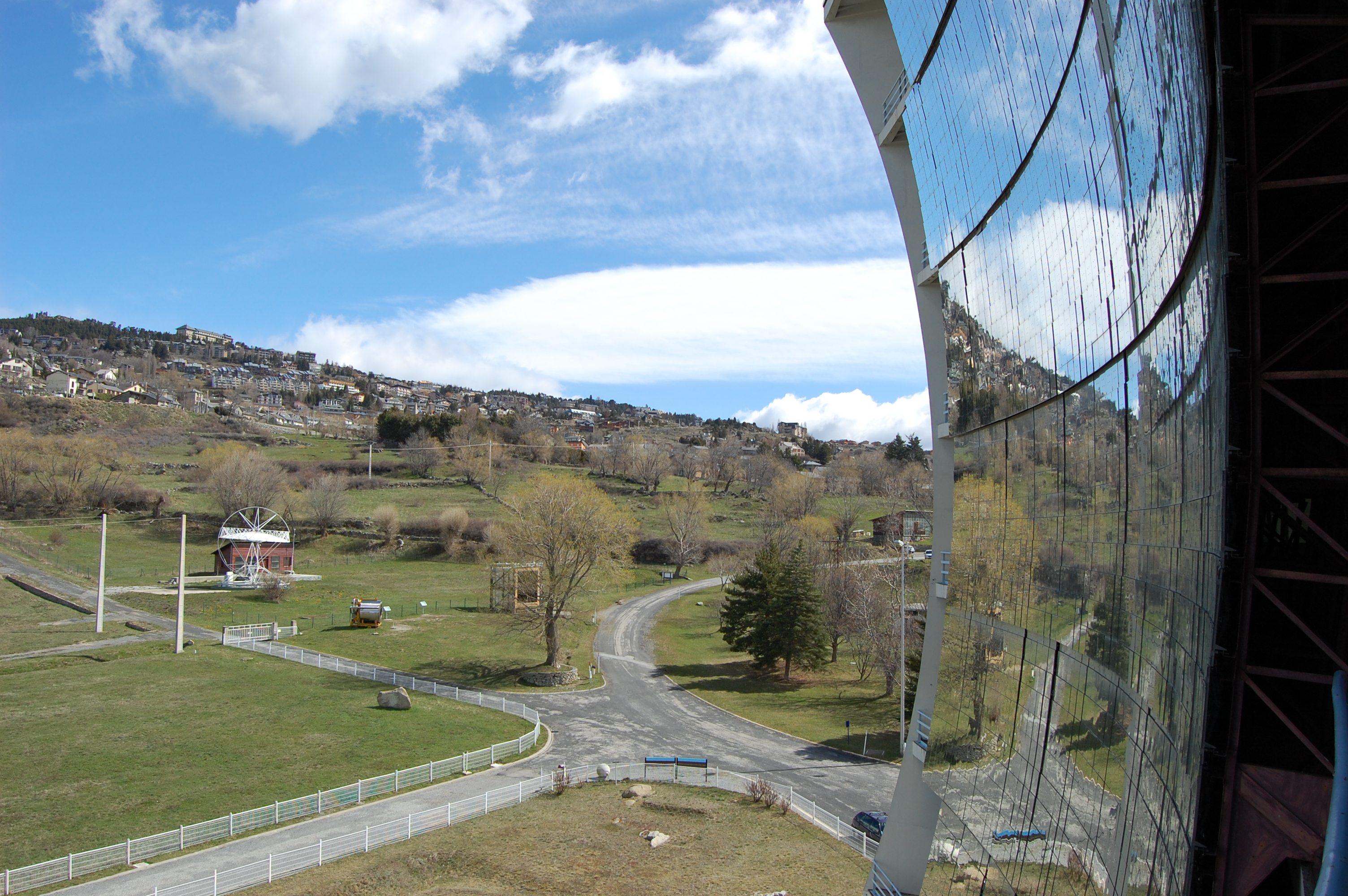
Вид на восток от центра параболы

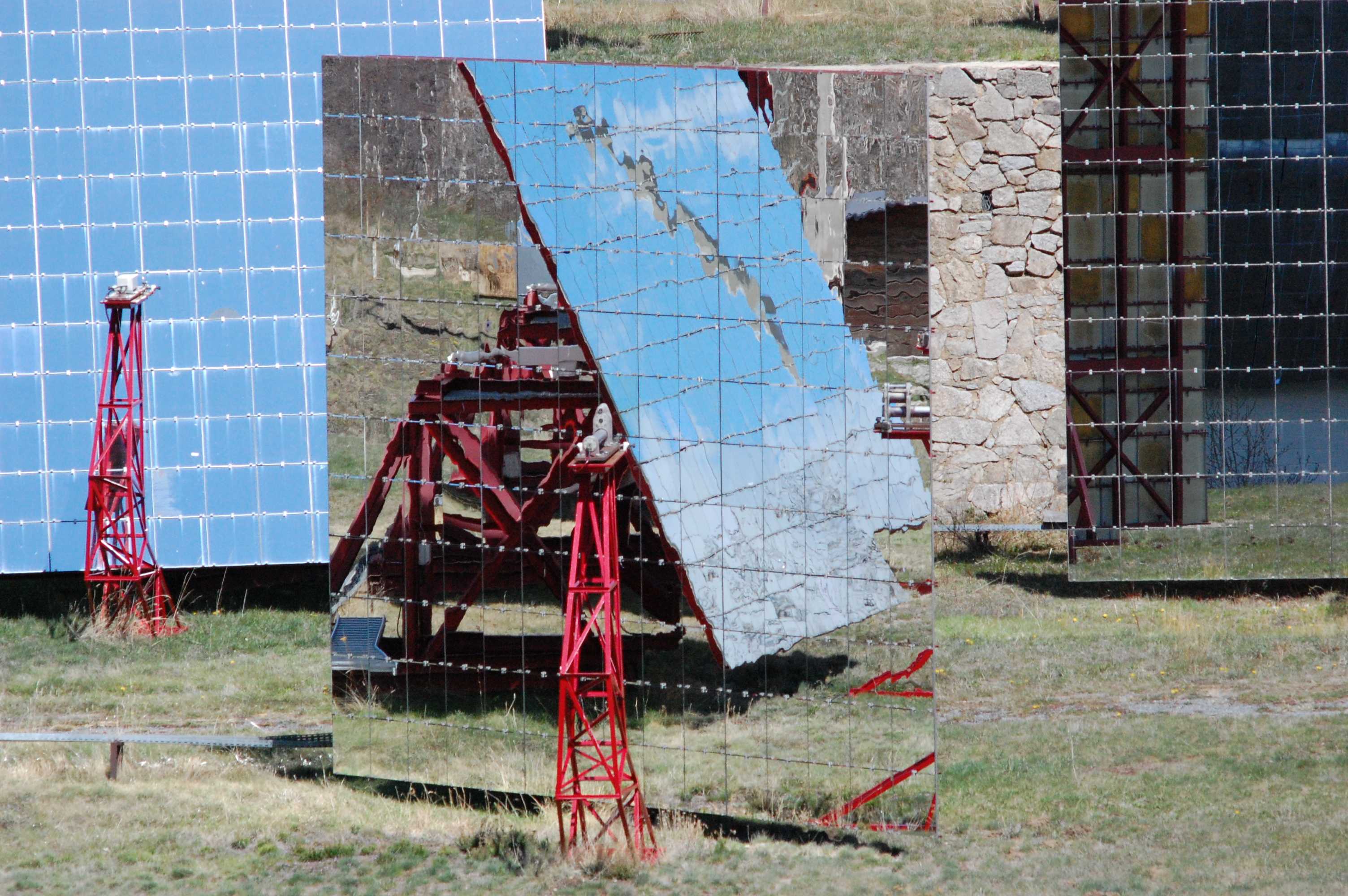
Один из 63 гелиостатов

Используемый принцип является концентрация лучей отраженных зеркалами (их 9600). Солнечные лучи улавливаются первым набором перенацеливаемых зеркал, расположенных на склоне, а затем направляются на вторую серию зеркал («концентраторы»), которые расположены в параболе. Следовательно, они сходятся в направлении кольцевой мишени на вершине центральной башни, которая всего 40 см в диаметре. Это эквивалентно концентрации энергии «10 000 солнц».

## Преимущества
- Температура свыше 2500° C может быть получена в течение нескольких секунд.
- Эта печь обеспечивает быстрое изменение температуры и, следовательно, позволяет изучать влияние термических ударов;
- Здесь нет загрязняющих элементов (горючий газ, отходы и т. д.), так как объект, который будет исследован, нагревается только излучением.

## Использование
Области исследования также распространяются на авиационную и аэрокосмическую промышленности. Эксперименты могут быть в условиях высокой химической чистоты.

## История
Французский химик Феликс Тромба и его команда преуспели в Медоне в 1946 г., когда при первом опыте с помощью зеркала DCA, они показали достижение высоких температур очень быстро и в очень чистой среде с учётом высококонцентрированного солнечного света. Цель состояла в том, чтобы расплавить руду и извлечь высокочистые материалы для изготовления новых и улучшенных огнеупоров.
Для достижения этой цели и тестирования различных возможностей, первая солнечная печь была построена в Мон-Луи в 1949 г. Несколько лет спустя, на модели Мон-Луиской печи и полученных результатов, была построена солнечная печь размером почти с промышленного Одейло. Работы по строительству Великой солнечной Печи Одейло длились с 1962 по 1968 год, с целью ввода в эксплуатацию в 1970 году.
Сильные сторонники солнечной энергии и последующий нефтяной шок 1973 года, привели исследователей в солнечной печи Одейло к работе над превращением солнечной энергии в электрическую во второй половине 1970-х годов

## Общественный информационный центр Héliodyssée
С 1990 года для публики открыт информационный центр Héliodyssée («Солнечная одиссея»), неподалёку от лаборатории CNRS. Он предназначен для посетителей любого возраста, позволяет изучать солнечную и другие виды энергии (другие виды возобновляемых источников энергии, используемые в домашних условиях), а также работы исследователей из CNRS в области энергетики, окружающей среды, материалов для космоса, материалов будущего.